# Teoria das formas de governo
A teoria das formas de governo se deriva de duas questões básicas: quem governa e como se governa?
Aristóteles e Políbio compartilhavam da uma mesma classificação das diversas formas de governo. Para Aristóteles, o comportamento político pode ser organizado em três formas principais: a monarquia (governo de um só), a aristocracia (governo dos melhores) e a república (governo de muitos). Essas formas, no entanto, estão sujeitas a degradação por interesses privados e pessoais dos homens, sofrendo alterações em seu foco de governo e se desviando da busca pelo bem comum. Essas formas degradadas são, respectivamente, a tirania, a oligarquia e a democracia. 
Além disso, Aristóteles também ordena essas formas de governo de modo hierárquico. Assim como em Platão, o critério hierárquico é o mesmo: a forma pior é a forma degradada da melhor e a degradação das formas que seguem a melhor é cada vez mais amena. Sendo assim, a ordem hierárquica dessas seis formas seria: monarquia, aristocracia, politeia, democracia, oligarquia e tirania. Na Ética a Nicômaco, essa ordem pode ser confirmada: “Delas a melhor é o reino, e a pior é a timocracia” (1150 A.C.) e “Mas a democracia é o desvio menos ruim: com efeito, pouco se afasta da forma de governo correspondente”.
Políbio confirma a teoria tradicional das seis formas de governo e, além disso, propõe que elas sucedem-se de acordo com determinado ritmo: Monarquia, Tirania, Aristocracia, Oligarquia, República e Democracia. A única alteração em relação ao modelo anterior é que, para Políbio, a democracia é uma forma boa e a oclocracia sua forma degradada. Além disso, Políbio tem uma visão fatalista da história, no sentido de que esse ciclo sempre será mantido na alternância entre constituições boas e ruins, sendo que a boa que se segue é sempre menos boa do que a boa anterior.